# Timoquinona
Timoquinona es un fitoquímico compuesto que se encuentra en la planta Nigella sativa.

## Estudio clínico
En 2010, se realizó un estudio piloto iraní que utilizó la timoquinona administrada a niños con epilepsia. A partir de este estudio, se puede concluir que la timoquinona tiene efectos antiepilépticos en niños con convulsiones refractarias.
Hasta noviembre de 2013 no hubo ensayos clínicos para la timoquinona registrados por el gobierno de Estados Unidos.

## La investigación en animales
Tiene efectos antioxidantes y se ha demostrado que protege contra daños del corazón, el hígado y renal en los estudios en animales así como con posibles efectos anticancerígenos.
También tiene efecto analgésico y efectos anticonvulsivos  en modelos animales.  Es un inhibidor de la angiogénesis
ITimoquinona se ha estudiado por sus posibles efectos sobre las células de cáncer de colon. Reduce la invasión de células tumorales de colon de los ratones  e inhibe el crecimiento tumoral en modelos animales de cáncer de colon. El CHEK1 sensor de respuesta al estrés puede contribuir a los efectos contra el cáncer de colon de la timoquinona.  Timoquinona puede afectar la función inmune al influir en las funciones celulares dendríticas tales como la maduración, pH celular (al afectar Na + / H + actividad), estallido oxidativo, la migración y liberación de citoquinas. Volumen de células dendríticas también puede verse afectada por la timoquinona.
Timoquinona se ha demostrado que induce la apoptosis en trombocitos, un efecto que depende en gran medida de la señalización de PI3K. En el cáncer colorrectal, sin embargo, los efectos apoptóticos de la timoquinona surgen de la inhibición de la vía MEK1/2  en lugar de PI3K. En este caso, la apoptosis de células específicas en los tumores se induce a través de la primera vía. Esto se asocia con una reducción en la fosforilación de GSK-3β (aumento de la activación) y la posterior translocación de β-catentin a la membrana celular donde la proteína estabilizada dejaría de inducir la proliferación.